# مولای الخنوسی
مولای الخنوسی (انگلیسی: Moulay Khanousi؛ زادهٔ ۱۹۳۹) بازیکن سابق فوتبال اهل مراکش است.
وی عضو تیم ملی فوتبال مراکش در جام جهانی فوتبال ۱۹۷۰ بوده است.